# Robert Suermondt

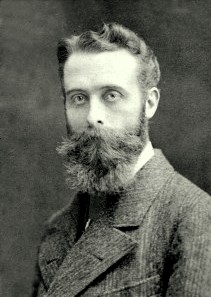
Robert Suermondt in jungen Jahren

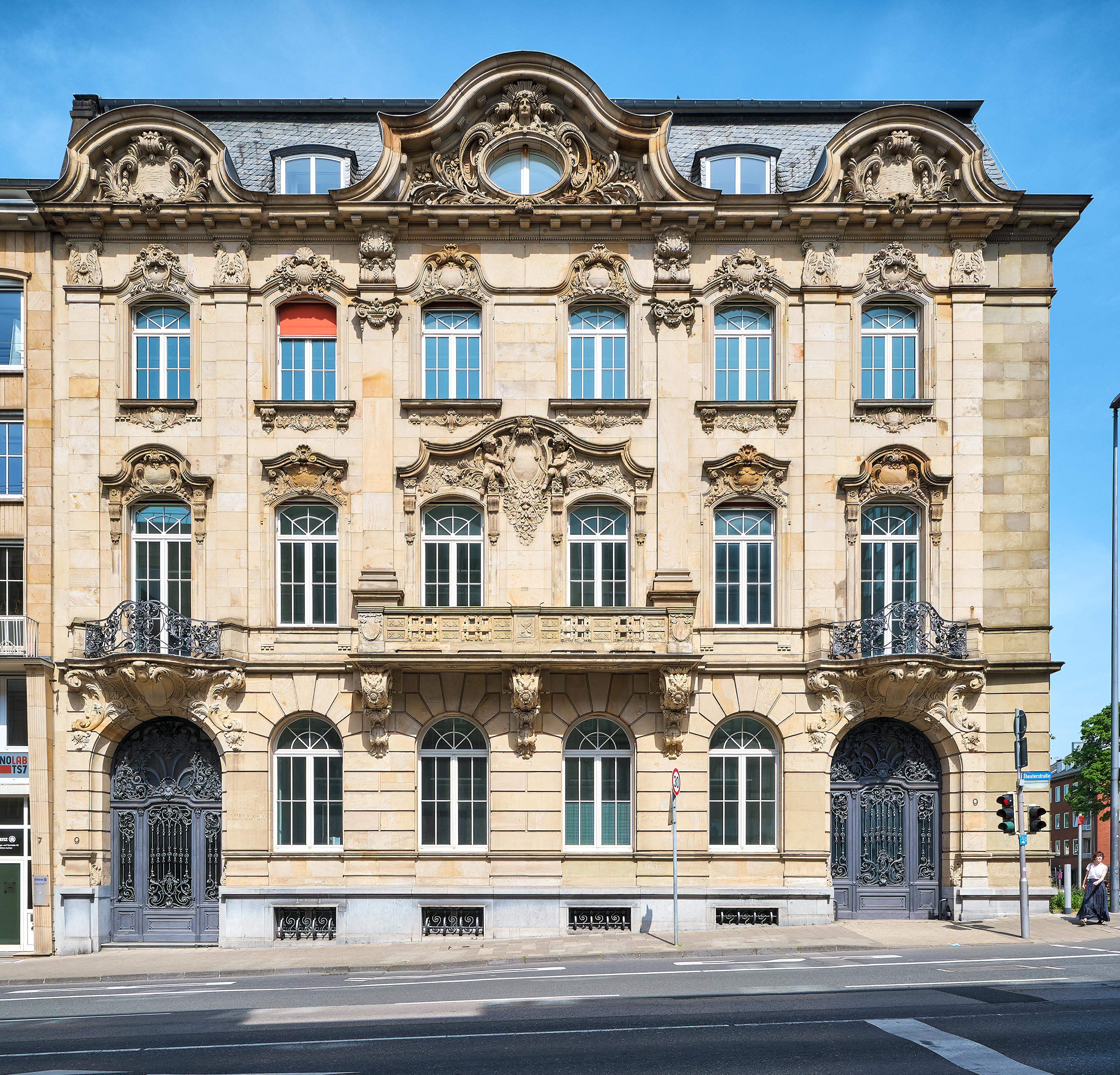
Bankhaus Suermondt in der Theaterstraße Aachen, Architekt: Eduard Linse

Robert Friedrich Suermondt (* 24. November 1844 in Aachen; † 25. Mai 1919 ebenda) war ein deutscher Privatbankier und Unternehmer.

## Leben und Wirken
Robert Suermondt war der dritte Sohn des Unternehmers und Kunstmäzens Barthold Suermondt und der Amalie Luise Cockerill, Tochter des Stahl- und Bergwerksunternehmers James Cockerill. Seine weiteren Brüder waren unter anderem der Unternehmer William Suermondt,  der Gestütinhaber Henry Suermondt und sein Halbbruder, der erfolgreiche Herrenreiter Otto Suermondt.
Nach seiner kaufmännischen und banktechnischen Ausbildung in der von seinem Vater 1847 gegründeten Privatbank und nach einigen Jahren Berufserfahrung in verschiedenen Unternehmen, entschloss sich Robert Suermondt, im Jahre 1867 mit erst 23 Jahren sein eigenes Bankunternehmen unter der Firmierung Bankhaus Robert Suermondt & Cie zu gründen. Er selbst war persönlich haftender Gesellschafter und sein Vater war mit einer hohen Einlage als Kommanditist beteiligt. Das Bankhaus diente vorrangig zur Kapitalversorgung von Aachener Spinnereien und Webereien, investierte aber auch in internationale Unternehmen. So war das Bankhaus beispielsweise bei der Gründung der Rheinischen Stahlwerke im Jahr 1870 mit 100 Aktien von insgesamt 2000 Aktien beteiligt, wobei weitere 860 Aktien aus der Bank des Vaters Barthold Suermondt stammten. Ebenso zählte das Bankhaus zu den Hauptgeldgebern für die von seinem Bruder William Suermondt gegründete Sodafabrik in Inowrocław (Hohensalza) in Polen, die daraufhin als „Chemische Fabrik Robert Suermondt & Co Montwy“ firmierte und 1907 an den belgischen Solvay-Konzern verkauft wurde und derzeit unter dem Namen „Inowrocławskie Zakłady Chemiczne Soda Matwy“ weiterhin existiert.
Nachdem Robert Suermondt noch im Jahr 1900 das von dem bekannten Aachener Architekten Eduard Linse entworfene monumentale Bankhaus Suermondt auf der Theaterstraße in Aachen erbauen lassen hatte, musste bereits ein Jahr später, am 22. Oktober 1901 noch im Jahr der Fertigstellung des Gebäudes, das Bankhaus Robert Suermondt & Cie. die Liquidation beantragen. Suermondt überführte daraufhin seine Bank in die Bergisch-Märkische Bank, die ihrerseits 1914 in die Deutsche Bank integriert wurde.
Neben der Leitung seiner Bank war Robert Suermondt noch in verschiedenen Gremien in leitender Position tätig. So übernahm er ab 1887 nach dem Tod seines Vaters dessen Sitz im Aufsichtsrat der Rheinischen Stahlwerke und von 1911 bis 1919 auch den Vorsitz. Ebenfalls ab 1887 setzte Robert Suermondt die begonnenen Verhandlungen seines Vaters mit der südrussischen Regierung fort, um die 1877/1878 von den Rheinischen Stahlwerken, Cockerill-Sambre in Seraing und Roberts Schwiegervater Wilhelm Rau gegründeten Stahlwerke in Praga bei Warschau (Towarzystwo Warzawskiej Fabryki Stali) nach Russland zu verlegen, nachdem diese wegen der russischen Zollpolitik unter Absatzschwierigkeiten litten. Schließlich war Robert Suermondt zusammen mit den Vertretern genannter Unternehmen maßgeblich daran beteiligt, dass die „Süd-Russische Dnieprower Metallurgische Gesellschaft“ (Métallurgique Dniéprovienne du Midi de la Russie) 1888 mit einem Kapital von 5 Millionen Rubel gegründet werden konnte. Sitz der Verwaltung war in St. Petersburg und die Aktien wurden zunächst an der Warschauer, ab 1912 an der Petersburger Börse gehandelt. Das Stahlwerk und die Manganerzgruben befanden sich, wie auch die Eisengruben in Werchiwzewe, im Gouvernement Jekaterinoslaw, die Steinkohlengruben in den Bezirken Slowjanoserbsk und Bachmut des gleichen Gouvernements, und damit alle Unternehmensbereiche auf dem Gebiet der heutigen Ukraine. Robert Suermondt gehörte der Verwaltung des neuen Unternehmens an und seine Unterschriften sind auf den meisten Unternehmensaktien zu finden.

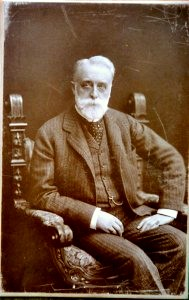
Robert Suermondt im Alter

Trotz der vielen Auslandseinsätze wurde Robert Suermondt in den ersten Aufsichtsrat der Vereinigungsgesellschaft für Steinkohlenbau im Wurmrevier nach deren Reorganisation am 26. Oktober 1897 aufgenommen. Ferner wurde er ab April 1915 zum Aufsichtsratsvorsitzenden der AachenMünchener-Versicherungs AG gewählt und wechselte 1918 auf den Posten des Stellvertreters. Ab 1900 war er Mitglied des Aufsichtsrats von der Stolberger Zink AG.
Bereits seit 1867 war Suermondt auch Mitglied im Club Aachener Casino, den er von 1908 bis 1912 und nochmals im Jahr 1914 als Vorsitzender leitete. Darüber hinaus unterstützte er finanziell die Herausgabe des Allgemeinen Lexikons der Bildenden Künstler von der Antike bis zur Gegenwart.
Robert Suermondt war verheiratet mit Fanny Maria Rau (1856–1930), Tochter des Warschauer Unternehmers und Leiters der 1818 gegründeten Eisen- und Buntmetallgießerei „Lilpop, Rau i Loewenstein“ Wilhelm E. Rau. Das Ehepaar Suermondt hatte nur den einen Sohn Herbert Barthold Wilhelm Suermondt (1886–1964). Sie fanden ihre letzte Ruhestätte in der Familiengruft auf dem Aachener Westfriedhof.